# Ryan Rottman
Ryan Rottman (* 17. März 1984 in Louisiana) ist ein US-amerikanischer Schauspieler.

## Leben
Rottmann begann seine Karriere 2008 in dem Film House Bunny. 2009 war er in den Filmen Stuntmen und The Open Road zu sehen. Außerdem hatte er Gastauftritte in Valley Peaks, Greek und Viva Laughlin.
2010 erhielt er eine Hauptrolle in der TeenNick-Serie Gigantic als Joey Colvin. Jedoch wurde diese Serie nach nur einer Staffel abgesetzt. 2011 hatte er einen Gastauftritt in der zweiten Staffel von Victorious, an der Seite von Victoria Justice. Die beiden führten von 2011 bis 2013 eine Beziehung. Von 2011 bis 2012 war er in 90210 als Shane, den Freund von Trevor Donovans Figur Teddy Montgomery, zu sehen. Im Juli 2012 erhielt er in der ABC-Family-Fernsehserie The Lying Game die Rolle des Jordan Lyle, in der er von Januar bis März 2013 zu sehen war.

## Filmografie (Auswahl)
- 2007: Viva Laughlin (Fernsehserie, Episode 1x06)
- 2008: House Bunny (The House Bunny)
- 2009: The Open Road
- 2009: Greek (Fernsehserie, Episode 2x18)
- 2009: Valley Peaks (Fernsehserie, zwei Episoden)
- 2010–2011: Gigantic (Fernsehserie, 18 Episoden)
- 2011: Victorious (Fernsehserie, Episode 2x01)
- 2011–2012: 90210 (Fernsehserie, 6 Episoden)
- 2013: The Lying Game (Fernsehserie, 10 Episoden)
- 2013: The Middle (Fernsehserie, Episode 4x18)
- 2014: Happyland (Fernsehserie, 8 Episoden)
- 2018: Billionaire Boys Club
- 2018: Weihnachtsball im Wunderland (Christmas Wonderland)